# Río Coronda
El río Coronda es un brazo del río Salado, en la Provincia de Santa Fe, Argentina, de unos 150 kilómetros de largo, que corre próximo al río Paraná hasta que confluye con este.
Al río Coronda se accede por varios puntos del litoral santafesino, entre Rosario y Santa Fe. De sur a norte, el primero es Puerto Gaboto donde a pesar del nombre no hay puerto pero sí una avenida Alameda (con palos borrachos) que corre junto a la orilla del río, con recreos sencillos y pesca de sábalo, patí y boga. Más al norte, desde la localidad de Monje, se llega a balneario La Boca a 8 km del ejido urbano de Monje, el cual se encuentra asentado sobre a desembocadura de arroyo Monje en el río Coronda. 
Siguiendo la ruta nacional 11 hacia el norte, se arriba a Barrancas, y continuando por camino comunal, se llega a Puerto Aragón: junto al río, de orillas bajas, hay una calle costanera con casas de alquiler y cabañas y nuevamente, mucho lugar para la pesca deportiva. También hay guarderías de lanchas: muchos chacareros de tierra adentro las guardan junto al río y las usan en fines de semana. Finalmente, en Coronda, hay una linda costanera con cámpines y balnearios. Desde allí se llega a la gran laguna Coronda, diez kilómetros aguas abajo. En el río Coronda, además de pesca y deportes náuticos, se practica esquí acuático y skysurf, además de excursiones en lancha.